# Paulajaure
Paulajaure är en sjö i Arvidsjaurs kommun i Lappland och ingår i Piteälvens huvudavrinningsområde. Sjön har en area på 0,721 kvadratkilometer och ligger 397,1 meter över havet.

## Delavrinningsområde
Paulajaure ingår i det delavrinningsområde (733168-164105) som SMHI kallar för Utloppet av Paulajaure. Medelhöjden är 424 meter över havet och ytan är 14,63 kvadratkilometer. Det finns inga avrinningsområden uppströms utan avrinningsområdet är högsta punkten. Paulajåkkå som avvattnar avrinningsområdet har biflödesordning 3, vilket innebär att vattnet flödar genom totalt 3 vattendrag innan det når havet efter 181 kilometer. Avrinningsområdet består mestadels av skog (86 procent). Avrinningsområdet har 0,77 kvadratkilometer vattenytor vilket ger det en sjöprocent på 5,3 procent.